# Paul Deltuf
Paul Deltuf (7. března 1825 Paříž – 14. srpna 1871 tamtéž) byl francouzský básník a spisovatel.
Stal se známým svou sbírkou poezie Idylles antiques, vydanou roku 1851. Poté napsal mnoho románů a novel, jejichž hlavním tématem byly ženy. Před koncem života se začal zajímat o historii; jeho kniha o Machiavellim byl zařazena na Index Librorum Prohibitorum.

## Dílo
- Idylles antiques, 1851
- Contes romanesques, 1852
- Les Pigeons de la Bourse, 1857
- Aventures parisiennes, 1859
- Les Petits malheurs d'une jeune femme, 1860
- Mademoiselle Fruchet, 1860
- Adrienne, 1861
- Jacqueline Voisin, 1861
- Les Femmes sensibles, 1863
- La Femme incomprise, 1863
- La Comtesse de Sylva, 1864
- Essai sur les œuvres, et la doctrine de Machiavel, 1867
- Théodoric, roi des Ostrogoths et d'Italie, 1869